# 両磐

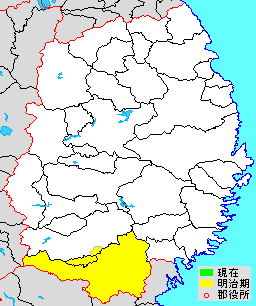
明治初期の磐井郡（現在の両磐）の範囲

両磐（りょうばん）は、旧磐井郡を指す地域名。

## 磐井郡と両磐
磐井郡は、分割前の陸奥国中部（後の陸中国）にあった郡。近世は、仙台藩領と一関藩領（実質的な仙台藩の支藩）に属し、明治以降は陸中国、一関県、水沢県、磐井県、岩手県に属した。
1879年（明治12年）1月4日に西磐井郡と東磐井郡に分割されて磐井郡は消滅したが、両者を合わせて「両磐」との呼称が生まれた。現在は、磐井郡よりも「両磐」の方が当地を指す名称として一般的である。
平成の大合併において、一関市を中心に両磐地区合併協議会が設置され、全域での合併協議が行われた。奥州藤原氏の拠点であり、平安時代末期には平安京に次ぐ日本第二の都市であった平泉の名を採って「平泉市」となる予定であったが、名称に関わる裏取引が発覚して合併協議は破綻した。その後、一関市を中心とした合併がなされて「両磐」のほとんどが一関市となり、平泉町と藤沢町が各々単独町制の道を選んだ。当初一関市との合流を望んでいた藤沢町は、財政上の問題がクリアされ、改めて一関市に合流している。
ここでは、変遷表による記述にとどめておく。詳しくは各郡の記事を参照されたい。
| 所 属 郡    | 藩政期     | 明治8年 10月17日 | 明治16年1月 | 明治22年 4月1日 町村制施行 | 明治22年 - 昭和19年          | 昭和20年 - 昭和29年        | 昭和20年 - 昭和29年         | 昭和30年 - 昭和63年            | 昭和30年 - 昭和63年                          | 平成元年 - 現在              | 現在            |
| ----------- | ---------- | ---------------- | ----------- | -------------------------- | ---------------------------- | -------------------------- | --------------------------- | ------------------------------ | -------------------------------------------- | ---------------------------- | --------------- |
| 東 磐 井 郡 | 藤沢本郷   | 藤沢村           | 藤沢村      | 藤沢村                     | 大正15年6月1日 町制 藤沢町   | 藤沢町                     | 藤沢町                      | 昭和30年4月1日 藤沢町          | 昭和30年4月1日 藤沢町                        | 平成23年9月26日 一関市に編入 | 一関市          |
| 東 磐 井 郡 | 西口村     | 西口村           | 西口村      | 藤沢村                     | 大正15年6月1日 町制 藤沢町   | 藤沢町                     | 藤沢町                      | 昭和30年4月1日 藤沢町          | 昭和30年4月1日 藤沢町                        | 平成23年9月26日 一関市に編入 | 一関市          |
| 東 磐 井 郡 | 黄海村     | 黄海村           | 黄海村      | 黄海村                     | 黄海村                       | 黄海村                     | 黄海村                      | 昭和30年4月1日 藤沢町          | 昭和30年4月1日 藤沢町                        | 平成23年9月26日 一関市に編入 | 一関市          |
| 東 磐 井 郡 | 砂子田村   | 八沢村           | 砂子田村    | 八沢村                     | 八沢村                       | 八沢村                     | 八沢村                      | 昭和30年4月1日 藤沢町          | 昭和30年4月1日 藤沢町                        | 平成23年9月26日 一関市に編入 | 一関市          |
| 東 磐 井 郡 | 徳田村     | 八沢村           | 徳田村      | 八沢村                     | 八沢村                       | 八沢村                     | 八沢村                      | 昭和30年4月1日 藤沢町          | 昭和30年4月1日 藤沢町                        | 平成23年9月26日 一関市に編入 | 一関市          |
| 東 磐 井 郡 | 新沼村     | 八沢村           | 新沼村      | 八沢村                     | 八沢村                       | 八沢村                     | 八沢村                      | 昭和30年4月1日 藤沢町          | 昭和30年4月1日 藤沢町                        | 平成23年9月26日 一関市に編入 | 一関市          |
| 東 磐 井 郡 | 増沢村     | 八沢村           | 増沢村      | 八沢村                     | 八沢村                       | 八沢村                     | 八沢村                      | 昭和30年4月1日 藤沢町          | 昭和30年4月1日 藤沢町                        | 平成23年9月26日 一関市に編入 | 一関市          |
| 東 磐 井 郡 | 保呂羽村   | 保呂羽村         | 保呂羽村    | 大津保村                   | 大津保村                     | 大津保村                   | 大津保村                    | 昭和30年4月1日 藤沢町          | 昭和30年4月1日 藤沢町                        | 平成23年9月26日 一関市に編入 | 一関市          |
| 東 磐 井 郡 | 大籠村     | 大籠村           | 大籠村      | 大津保村                   | 大津保村                     | 大津保村                   | 大津保村                    | 昭和30年4月1日 藤沢町          | 昭和30年4月1日 藤沢町                        | 平成23年9月26日 一関市に編入 | 一関市          |
| 東 磐 井 郡 | 津谷川村   | 津谷川村         | 津谷川村    | 大津保村                   | 大津保村                     | 大津保村                   | 大津保村                    | 昭和30年4月1日 室根村          | 昭和30年4月1日 室根村                        | 平成17年9月20日 一関市       | 一関市          |
| 東 磐 井 郡 | 下折壁村   | 下折壁村         | 下折壁村    | 折壁村                     | 折壁村                       | 折壁村                     | 折壁村                      | 昭和30年4月1日 室根村          | 昭和30年4月1日 室根村                        | 平成17年9月20日 一関市       | 一関市          |
| 東 磐 井 郡 | 浜横沢村   | 浜横沢村         | 浜横沢村    | 折壁村                     | 折壁村                       | 折壁村                     | 折壁村                      | 昭和30年4月1日 室根村          | 昭和30年4月1日 室根村                        | 平成17年9月20日 一関市       | 一関市          |
| 東 磐 井 郡 | 上折壁村   | 上折壁村         | 上折壁村    | 矢越村                     | 矢越村                       | 矢越村                     | 矢越村                      | 昭和30年4月1日 室根村          | 昭和30年4月1日 室根村                        | 平成17年9月20日 一関市       | 一関市          |
| 東 磐 井 郡 | 釘子村     | 釘子村           | 釘子村      | 矢越村                     | 矢越村                       | 矢越村                     | 矢越村                      | 昭和30年4月1日 室根村          | 昭和30年4月1日 室根村                        | 平成17年9月20日 一関市       | 一関市          |
| 東 磐 井 郡 | 薄衣村     | 薄衣村           | 薄衣村      | 薄衣村                     | 薄衣村                       | 薄衣村                     | 薄衣村                      | 昭和31年9月30日 川崎村         | 昭和31年9月30日 川崎村                       | 平成17年9月20日 一関市       | 一関市          |
| 東 磐 井 郡 | 門崎村     | 門崎村           | 門崎村      | 門崎村                     | 門崎村                       | 門崎村                     | 門崎村                      | 昭和31年9月30日 川崎村         | 昭和31年9月30日 川崎村                       | 平成17年9月20日 一関市       | 一関市          |
| 東 磐 井 郡 | 大原村     | 大原村           | 大原村      | 大原村                     | 明治36年3月21日 町制 大原町  | 大原町                     | 大原町                      | 昭和30年4月1日 大東町          | 昭和30年4月1日 大東町                        | 平成17年9月20日 一関市       | 一関市          |
| 東 磐 井 郡 | 摺沢村     | 摺沢村           | 摺沢村      | 摺沢村                     | 昭和15年11月10日 町制 摺沢町 | 摺沢町                     | 摺沢町                      | 昭和30年4月1日 大東町          | 昭和30年4月1日 大東町                        | 平成17年9月20日 一関市       | 一関市          |
| 東 磐 井 郡 | 猿沢村     | 猿沢村           | 猿沢村      | 猿沢村                     | 猿沢村                       | 猿沢村                     | 猿沢村                      | 昭和30年4月1日 大東町          | 昭和30年4月1日 大東町                        | 平成17年9月20日 一関市       | 一関市          |
| 東 磐 井 郡 | 渋民村     | 渋民村           | 渋民村      | 渋民村                     | 渋民村                       | 渋民村                     | 渋民村                      | 昭和30年4月1日 大東町          | 昭和30年4月1日 大東町                        | 平成17年9月20日 一関市       | 一関市          |
| 東 磐 井 郡 | 曽慶村     | 渋民村           | 渋民村      | 渋民村                     | 渋民村                       | 渋民村                     | 渋民村                      | 昭和30年4月1日 大東町          | 昭和30年4月1日 大東町                        | 平成17年9月20日 一関市       | 一関市          |
| 東 磐 井 郡 | 天狗田村   | 沖田村           | 沖田村      | 興田村                     | 興田村                       | 興田村                     | 興田村                      | 昭和30年4月1日 大東町          | 昭和30年4月1日 大東町                        | 平成17年9月20日 一関市       | 一関市          |
| 東 磐 井 郡 | 築館村     | 沖田村           | 沖田村      | 興田村                     | 興田村                       | 興田村                     | 興田村                      | 昭和30年4月1日 大東町          | 昭和30年4月1日 大東町                        | 平成17年9月20日 一関市       | 一関市          |
| 東 磐 井 郡 | 鳥海村     | 鳥海村           | 鳥海村      | 興田村                     | 興田村                       | 興田村                     | 興田村                      | 昭和30年4月1日 大東町          | 昭和30年4月1日 大東町                        | 平成17年9月20日 一関市       | 一関市          |
| 東 磐 井 郡 | 中川村     | 中川村           | 中川村      | 興田村                     | 興田村                       | 興田村                     | 興田村                      | 昭和30年4月1日 大東町          | 昭和30年4月1日 大東町                        | 平成17年9月20日 一関市       | 一関市          |
| 東 磐 井 郡 | 千厩村     | 千厩村           | 千厩村      | 千厩村                     | 明治31年4月1日 町制 千厩町   | 千厩町                     | 千厩町                      | 昭和31年9月30日 千厩町         | 昭和31年9月30日 千厩町                       | 平成17年9月20日 一関市       | 一関市          |
| 東 磐 井 郡 | 寺沢村     | 磐清水村         | 磐清水村    | 磐清水村                   | 磐清水村                     | 磐清水村                   | 磐清水村                    | 昭和31年9月30日 千厩町         | 昭和31年9月30日 千厩町                       | 平成17年9月20日 一関市       | 一関市          |
| 東 磐 井 郡 | 濁沼村     | 磐清水村         | 磐清水村    | 磐清水村                   | 磐清水村                     | 磐清水村                   | 磐清水村                    | 昭和31年9月30日 千厩町         | 昭和31年9月30日 千厩町                       | 平成17年9月20日 一関市       | 一関市          |
| 東 磐 井 郡 | 仏坂村     | 磐清水村         | 磐清水村    | 磐清水村                   | 磐清水村                     | 磐清水村                   | 磐清水村                    | 昭和31年9月30日 千厩町         | 昭和31年9月30日 千厩町                       | 平成17年9月20日 一関市       | 一関市          |
| 東 磐 井 郡 | 上奥玉村   | 奥玉村           | 奥玉村      | 奥玉村                     | 奥玉村                       | 奥玉村                     | 奥玉村                      | 昭和31年9月30日 千厩町         | 昭和31年9月30日 千厩町                       | 平成17年9月20日 一関市       | 一関市          |
| 東 磐 井 郡 | 中奥玉村   | 奥玉村           | 奥玉村      | 奥玉村                     | 奥玉村                       | 奥玉村                     | 奥玉村                      | 昭和31年9月30日 千厩町         | 昭和31年9月30日 千厩町                       | 平成17年9月20日 一関市       | 一関市          |
| 東 磐 井 郡 | 下奥玉村   | 奥玉村           | 奥玉村      | 奥玉村                     | 奥玉村                       | 奥玉村                     | 奥玉村                      | 昭和31年9月30日 千厩町         | 昭和31年9月30日 千厩町                       | 平成17年9月20日 一関市       | 一関市          |
| 東 磐 井 郡 | 北小梨村   | 小梨村           | 小梨村      | 小梨村                     | 小梨村                       | 小梨村                     | 小梨村                      | 昭和31年9月30日 千厩町         | 昭和31年9月30日 千厩町                       | 平成17年9月20日 一関市       | 一関市          |
| 東 磐 井 郡 | 南小梨村   | 小梨村           | 小梨村      | 小梨村                     | 小梨村                       | 小梨村                     | 小梨村                      | 昭和31年9月30日 千厩町         | 昭和31年9月30日 千厩町                       | 平成17年9月20日 一関市       | 一関市          |
| 東 磐 井 郡 | 清水馬場村 | 清田村           | 清田村      | 小梨村                     | 小梨村                       | 小梨村                     | 小梨村                      | 昭和31年9月30日 千厩町         | 昭和31年9月30日 千厩町                       | 平成17年9月20日 一関市       | 一関市          |
| 東 磐 井 郡 | 金田村     | 清田村           | 清田村      | 小梨村                     | 小梨村                       | 小梨村                     | 小梨村                      | 昭和31年9月30日 千厩町         | 昭和31年9月30日 千厩町                       | 平成17年9月20日 一関市       | 一関市          |
| 東 磐 井 郡 | 熊田倉村   | 清田村           | 清田村      | 小梨村                     | 小梨村                       | 小梨村                     | 小梨村                      | 昭和31年9月30日 千厩町         | 昭和31年9月30日 千厩町                       | 平成17年9月20日 一関市       | 一関市          |
| 東 磐 井 郡 | 長坂村     | 長坂村           | 長坂村      | 長坂村                     | 長坂村                       | 長坂村                     | 長坂村                      | 昭和30年2月1日 東山村          | 昭和33年11月1日 町制 東山町                  | 平成17年9月20日 一関市       | 一関市          |
| 東 磐 井 郡 | 田河津村   | 田河津村         | 田河津村    | 田河津村                   | 田河津村                     | 田河津村                   | 田河津村                    | 昭和30年2月1日 東山村          | 昭和33年11月1日 町制 東山町                  | 平成17年9月20日 一関市       | 一関市          |
| 東 磐 井 郡 | 松川村     | 松川村           | 松川村      | 松川村                     | 松川村                       | 松川村                     | 松川村                      | 松川村                         | 昭和33年11月1日 東山村に編入 即日町制 東山町 | 平成17年9月20日 一関市       | 一関市          |
| 東 磐 井 郡 | 舞草村     | 舞草村           | 舞草村      | 舞川村                     | 舞川村                       | 舞川村                     | 舞川村                      | 昭和30年1月1日 一関市          | 昭和30年1月1日 一関市                        | 平成17年9月20日 一関市       | 一関市          |
| 東 磐 井 郡 | 相川村     | 相川村           | 相川村      | 舞川村                     | 舞川村                       | 舞川村                     | 舞川村                      | 昭和30年1月1日 一関市          | 昭和30年1月1日 一関市                        | 平成17年9月20日 一関市       | 一関市          |
| 西 磐 井 郡 | 一関村     | 一関村           | 一関村      | 一関町                     | 一関町                       | 一関町                     | 昭和23年4月1日 一関市       | 昭和30年1月1日 一関市          | 昭和30年1月1日 一関市                        | 平成17年9月20日 一関市       | 一関市          |
| 西 磐 井 郡 | 二関村     | 一関村           | 一関村      | 一関町                     | 一関町                       | 一関町                     | 昭和23年4月1日 一関市       | 昭和30年1月1日 一関市          | 昭和30年1月1日 一関市                        | 平成17年9月20日 一関市       | 一関市          |
| 西 磐 井 郡 | 三関村     | 一関村           | 一関村      | 真滝村                     | 真滝村                       | 真滝村                     | 昭和23年4月1日 一関市       | 昭和30年1月1日 一関市          | 昭和30年1月1日 一関市                        | 平成17年9月20日 一関市       | 一関市          |
| 西 磐 井 郡 | 鬼死骸村   | 真柴村           | 真柴村      | 真滝村                     | 真滝村                       | 真滝村                     | 昭和23年4月1日 一関市       | 昭和30年1月1日 一関市          | 昭和30年1月1日 一関市                        | 平成17年9月20日 一関市       | 一関市          |
| 西 磐 井 郡 | 牧沢村     | 真柴村           | 真柴村      | 真滝村                     | 真滝村                       | 真滝村                     | 昭和23年4月1日 一関市       | 昭和30年1月1日 一関市          | 昭和30年1月1日 一関市                        | 平成17年9月20日 一関市       | 一関市          |
| 西 磐 井 郡 | 滝沢村     | 滝沢村           | 滝沢村      | 真滝村                     | 真滝村                       | 真滝村                     | 昭和23年4月1日 一関市       | 昭和30年1月1日 一関市          | 昭和30年1月1日 一関市                        | 平成17年9月20日 一関市       | 一関市          |
| 西 磐 井 郡 | 狐禅寺村   | 狐禅寺村         | 狐禅寺村    | 真滝村                     | 真滝村                       | 真滝村                     | 昭和23年4月1日 一関市       | 昭和30年1月1日 一関市          | 昭和30年1月1日 一関市                        | 平成17年9月20日 一関市       | 一関市          |
| 西 磐 井 郡 | 山目村     | 山目村           | 山目村      | 山目村                     | 山目村                       | 昭和23年1月1日 町制 山目町 | 昭和23年4月1日 一関市       | 昭和30年1月1日 一関市          | 昭和30年1月1日 一関市                        | 平成17年9月20日 一関市       | 一関市          |
| 西 磐 井 郡 | 赤荻村     | 赤荻村           | 赤荻村      | 山目村                     | 山目村                       | 昭和23年1月1日 町制 山目町 | 昭和23年4月1日 一関市       | 昭和30年1月1日 一関市          | 昭和30年1月1日 一関市                        | 平成17年9月20日 一関市       | 一関市          |
| 西 磐 井 郡 | 中里村     | 中里村           | 中里村      | 中里村                     | 中里村                       | 中里村                     | 昭和23年4月1日 一関市       | 昭和30年1月1日 一関市          | 昭和30年1月1日 一関市                        | 平成17年9月20日 一関市       | 一関市          |
| 西 磐 井 郡 | 前堀村     | 中里村           | 中里村      | 中里村                     | 中里村                       | 中里村                     | 昭和23年4月1日 一関市       | 昭和30年1月1日 一関市          | 昭和30年1月1日 一関市                        | 平成17年9月20日 一関市       | 一関市          |
| 西 磐 井 郡 | 作瀬村     | 川辺村           | 川辺村      | 中里村                     | 中里村                       | 中里村                     | 昭和23年4月1日 一関市       | 昭和30年1月1日 一関市          | 昭和30年1月1日 一関市                        | 平成17年9月20日 一関市       | 一関市          |
| 西 磐 井 郡 | 樋口村     | 川辺村           | 川辺村      | 中里村                     | 中里村                       | 中里村                     | 昭和23年4月1日 一関市       | 昭和30年1月1日 一関市          | 昭和30年1月1日 一関市                        | 平成17年9月20日 一関市       | 一関市          |
| 西 磐 井 郡 | 細谷村     | 川辺村           | 川辺村      | 中里村                     | 中里村                       | 中里村                     | 昭和23年4月1日 一関市       | 昭和30年1月1日 一関市          | 昭和30年1月1日 一関市                        | 平成17年9月20日 一関市       | 一関市          |
| 西 磐 井 郡 | 富沢村     | 弥栄村           | 弥栄村      | 弥栄村                     | 弥栄村                       | 弥栄村                     | 弥栄村                      | 昭和30年1月1日 一関市          | 昭和30年1月1日 一関市                        | 平成17年9月20日 一関市       | 一関市          |
| 西 磐 井 郡 | 楊生村     | 弥栄村           | 弥栄村      | 弥栄村                     | 弥栄村                       | 弥栄村                     | 弥栄村                      | 昭和30年1月1日 一関市          | 昭和30年1月1日 一関市                        | 平成17年9月20日 一関市       | 一関市          |
| 西 磐 井 郡 | 五串村     | 五串村           | 五串村      | 厳美村                     | 厳美村                       | 厳美村                     | 厳美村                      | 昭和30年1月1日 一関市          | 昭和30年1月1日 一関市                        | 平成17年9月20日 一関市       | 一関市          |
| 西 磐 井 郡 | 猪岡村     | 猪岡村           | 猪岡村      | 厳美村                     | 厳美村                       | 厳美村                     | 厳美村                      | 昭和30年1月1日 一関市          | 昭和30年1月1日 一関市                        | 平成17年9月20日 一関市       | 一関市          |
| 西 磐 井 郡 | 市野々村   | 市野々村         | 市野々村    | 萩荘村                     | 萩荘村                       | 萩荘村                     | 萩荘村                      | 昭和30年1月1日 一関市          | 昭和30年1月1日 一関市                        | 平成17年9月20日 一関市       | 一関市          |
| 西 磐 井 郡 | 達古袋村   | 達古袋村         | 達古袋村    | 萩荘村                     | 萩荘村                       | 萩荘村                     | 萩荘村                      | 昭和30年1月1日 一関市          | 昭和30年1月1日 一関市                        | 平成17年9月20日 一関市       | 一関市          |
| 西 磐 井 郡 | 上黒沢村   | 上黒沢村         | 上黒沢村    | 萩荘村                     | 萩荘村                       | 萩荘村                     | 萩荘村                      | 昭和30年1月1日 一関市          | 昭和30年1月1日 一関市                        | 平成17年9月20日 一関市       | 一関市          |
| 西 磐 井 郡 | 下黒沢村   | 下黒沢村         | 下黒沢村    | 萩荘村                     | 萩荘村                       | 萩荘村                     | 萩荘村                      | 昭和30年1月1日 一関市          | 昭和30年1月1日 一関市                        | 平成17年9月20日 一関市       | 一関市          |
| 西 磐 井 郡 | 中村       | 花泉村           | 花泉村      | 花泉村                     | 花泉村                       | 花泉村                     | 花泉村                      | 昭和30年1月1日 花泉町          | 花泉町                                       | 平成17年9月20日 一関市       | 一関市          |
| 西 磐 井 郡 | 金森村     | 花泉村           | 花泉村      | 花泉村                     | 花泉村                       | 花泉村                     | 花泉村                      | 昭和30年1月1日 花泉町          | 花泉町                                       | 平成17年9月20日 一関市       | 一関市          |
| 西 磐 井 郡 | 清水村     | 花泉村           | 花泉村      | 花泉村                     | 花泉村                       | 花泉村                     | 花泉村                      | 昭和30年1月1日 花泉町          | 花泉町                                       | 平成17年9月20日 一関市       | 一関市          |
| 西 磐 井 郡 | 奈良坂村   | 奈良坂村         | 奈良坂村    | 花泉村                     | 花泉村                       | 花泉村                     | 花泉村                      | 昭和30年1月1日 花泉町          | 花泉町                                       | 平成17年9月20日 一関市       | 一関市          |
| 西 磐 井 郡 | 西永井村   | 永井村           | 永井村      | 永井村                     | 永井村                       | 永井村                     | 永井村                      | 昭和30年1月1日 花泉町          | 花泉町                                       | 平成17年9月20日 一関市       | 一関市          |
| 西 磐 井 郡 | 東永井村   | 永井村           | 永井村      | 永井村                     | 永井村                       | 永井村                     | 永井村                      | 昭和30年1月1日 花泉町          | 花泉町                                       | 平成17年9月20日 一関市       | 一関市          |
| 西 磐 井 郡 | 上油田村   | 油田村           | 油田村      | 油島村                     | 油島村                       | 油島村                     | 油島村                      | 昭和30年1月1日 花泉町          | 花泉町                                       | 平成17年9月20日 一関市       | 一関市          |
| 西 磐 井 郡 | 下油田村   | 油田村           | 油田村      | 油島村                     | 油島村                       | 油島村                     | 油島村                      | 昭和30年1月1日 花泉町          | 花泉町                                       | 平成17年9月20日 一関市       | 一関市          |
| 西 磐 井 郡 | 蝦島村     | 蝦島村           | 蝦島村      | 油島村                     | 油島村                       | 油島村                     | 油島村                      | 昭和30年1月1日 花泉町          | 花泉町                                       | 平成17年9月20日 一関市       | 一関市          |
| 西 磐 井 郡 | 男沢村     | 老松村           | 老松村      | 老松村                     | 老松村                       | 老松村                     | 老松村                      | 昭和30年1月1日 花泉町          | 花泉町                                       | 平成17年9月20日 一関市       | 一関市          |
| 西 磐 井 郡 | 峠村       | 老松村           | 老松村      | 老松村                     | 老松村                       | 老松村                     | 老松村                      | 昭和30年1月1日 花泉町          | 花泉町                                       | 平成17年9月20日 一関市       | 一関市          |
| 西 磐 井 郡 | 日形村     | 日形村           | 日形村      | 日形村                     | 日形村                       | 日形村                     | 日形村                      | 昭和30年1月1日 花泉町          | 花泉町                                       | 平成17年9月20日 一関市       | 一関市          |
| 西 磐 井 郡 | 涌津村     | 涌津村           | 涌津村      | 涌津村                     | 涌津村                       | 涌津村                     | 涌津村                      | 昭和30年1月1日 花泉町          | 花泉町                                       | 平成17年9月20日 一関市       | 一関市          |
| 西 磐 井 郡 | 金沢村     | 金沢村           | 金沢村      | 金沢村                     | 金沢村                       | 金沢村                     | 金沢村                      | 昭和31年9月30日 花泉町に編入   | 花泉町                                       | 平成17年9月20日 一関市       | 一関市          |
| 西 磐 井 郡 | 平泉村     | 平泉村           | 平泉村      | 平泉村                     | 平泉村                       | 平泉村                     | 昭和28年10月1日 町制 平泉町 | 昭和30年4月15日 西磐井郡平泉町 | 昭和30年4月15日 西磐井郡平泉町               | 平泉町                       | 西磐井郡 平泉町 |
| 西 磐 井 郡 | 達谷村     | 平泉村           | 平泉村      | 平泉村                     | 平泉村                       | 平泉村                     | 昭和28年10月1日 町制 平泉町 | 昭和30年4月15日 西磐井郡平泉町 | 昭和30年4月15日 西磐井郡平泉町               | 平泉町                       | 西磐井郡 平泉町 |
| 西 磐 井 郡 | 中尊寺村   | 衣関村           | 中尊寺村    | 平泉村                     | 平泉村                       | 平泉村                     | 昭和28年10月1日 町制 平泉町 | 昭和30年4月15日 西磐井郡平泉町 | 昭和30年4月15日 西磐井郡平泉町               | 平泉町                       | 西磐井郡 平泉町 |
| 西 磐 井 郡 | 戸河内村   | 衣関村           | 戸河内村    | 平泉村                     | 平泉村                       | 平泉村                     | 昭和28年10月1日 町制 平泉町 | 昭和30年4月15日 西磐井郡平泉町 | 昭和30年4月15日 西磐井郡平泉町               | 平泉町                       | 西磐井郡 平泉町 |
| 東 磐 井 郡 | 長部村     | 長部村           | 長部村      | 長島村                     | 長島村                       | 長島村                     | 長島村                      | 昭和30年4月15日 西磐井郡平泉町 | 昭和30年4月15日 西磐井郡平泉町               | 平泉町                       | 西磐井郡 平泉町 |
| 東 磐 井 郡 | 小島村     | 小島村           | 小島村      | 長島村                     | 長島村                       | 長島村                     | 長島村                      | 昭和30年4月15日 西磐井郡平泉町 | 昭和30年4月15日 西磐井郡平泉町               | 平泉町                       | 西磐井郡 平泉町 |
| 東 磐 井 郡 | 赤生津村   | 赤生津村         | 赤生津村    | 生母村                     | 生母村                       | 生母村                     | 生母村                      | 昭和30年4月1日 胆沢郡前沢町    | 昭和30年4月1日 胆沢郡前沢町                  | 平成18年2月20日 奥州市       | 奥州市          |
| 東 磐 井 郡 | 母体村     | 母体村           | 母体村      | 生母村                     | 生母村                       | 生母村                     | 生母村                      | 昭和30年4月1日 胆沢郡前沢町    | 昭和30年4月1日 胆沢郡前沢町                  | 平成18年2月20日 奥州市       | 奥州市          |

## 都市圏
一般的な都市圏の定義については「都市圏」を参照

### 都市雇用圏
当地域の都市雇用圏（10% 通勤圏）の変遷は以下のようになっている。
- 10% 通勤圏に入っていない自治体は、各統計年の欄で「-」で示す。
- 旧磐井郡ではない自治体（岩手県胆沢郡衣川村、宮城県栗原郡金成町）は、背景を灰色で示す。

| 県     | 郡       | 自治体 ('80) | 1980年                | 1990年                 | 1995年                 | 2000年                 | 2005年                 | 2010年                 | 自治体 （現在） |
| ------ | -------- | ------------ | --------------------- | ---------------------- | ---------------------- | ---------------------- | ---------------------- | ---------------------- | --------------- |
| 岩手県 | 胆沢郡   | 衣川村       | -                     | -                      | 一関 都市圏 11万7414人 | 水沢 都市圏            | 一関 都市圏 14万9496人 | 奥州 都市圏            | 奥州市          |
| 岩手県 | 西磐井郡 | 平泉町       | 一関 都市圏 9万2459人 | 一関 都市圏 11万1629人 | 一関 都市圏 11万7414人 | 一関 都市圏 11万0034人 | 一関 都市圏 14万9496人 | 一関 都市圏 13万5987人 | 平泉町          |
| 岩手県 | 西磐井郡 | 花泉町       | 一関 都市圏 9万2459人 | 一関 都市圏 11万1629人 | 一関 都市圏 11万7414人 | 一関 都市圏 11万0034人 | 一関 都市圏 14万9496人 | 一関 都市圏 13万5987人 | 一関市          |
| 岩手県 | 西磐井郡 | 一関市       | 一関 都市圏 9万2459人 | 一関 都市圏 11万1629人 | 一関 都市圏 11万7414人 | 一関 都市圏 11万0034人 | 一関 都市圏 14万9496人 | 一関 都市圏 13万5987人 | 一関市          |
| 岩手県 | 東磐井郡 | 川崎村       | 一関 都市圏 9万2459人 | 一関 都市圏 11万1629人 | 一関 都市圏 11万7414人 | 一関 都市圏 11万0034人 | 一関 都市圏 14万9496人 | 一関 都市圏 13万5987人 | 一関市          |
| 岩手県 | 東磐井郡 | 東山町       | -                     | 一関 都市圏 11万1629人 | 一関 都市圏 11万7414人 | 一関 都市圏 11万0034人 | 一関 都市圏 14万9496人 | 一関 都市圏 13万5987人 | 一関市          |
| 岩手県 | 東磐井郡 | 大東町       | -                     | -                      | -                      | -                      | 一関 都市圏 14万9496人 | 一関 都市圏 13万5987人 | 一関市          |
| 岩手県 | 東磐井郡 | 千厩町       | -                     | -                      | -                      | -                      | 一関 都市圏 14万9496人 | 一関 都市圏 13万5987人 | 一関市          |
| 岩手県 | 東磐井郡 | 室根村       | 気仙沼 都市圏         | 気仙沼 都市圏          | 気仙沼 都市圏          | 気仙沼 都市圏          | 一関 都市圏 14万9496人 | 一関 都市圏 13万5987人 | 一関市          |
| 岩手県 | 東磐井郡 | 藤沢町       | -                     | -                      | -                      | -                      | 一関 都市圏 14万9496人 | 一関 都市圏 13万5987人 | 一関市          |
| 宮城県 | 栗原郡   | 金成町       | -                     | 一関 都市圏            | 一関 都市圏            | 一関 都市圏            | -                      | -                      | 栗原市          |

- 2005年9月20日：（旧）一関市、西磐井郡花泉町、東磐井郡大東町、千厩町、東山町、室根村、川崎村が合併して（新）一関市となった。
- 2011年9月26日：藤沢町が一関市に編入。

### 行政の取り組み
一関市が平泉町と定住自立圏形成協定を2013年に結び、一関・平泉定住自立圏を形成している。